# Herbert W. Franke
Herbert Werner Franke (Vienna, 14 maggio 1927 – Monaco di Baviera, 16 luglio 2022) è stato uno scrittore di fantascienza austriaco.

## Biografia
Dopo aver studiato fisica, matematica, chimica, psicologia e filosofia a Vienna, ottenendo il dottorato in fisica teorica nel 1950, dal 1957 ha lavorato come scrittore freelance.
Dal 1973 al 1997 ha insegnato presso l'Università Ludwig Maximilian di Monaco, prima estetica cibernetica e poi computer grafica e arte digitale. Nel 1979 è stato cofondatore del festival Ars Electronica di Linz.
La sua prima pubblicazione è stata una breve raccolta di racconti intitolata Der grüne Komet (La cometa verde), nel 1960, anche se già dal 1953 aveva iniziato a pubblicare singoli racconti. Tra il 1984 e il 2007 ha vinto quattro premi Kurd Laßwitz, mentre nel 2017 gli è stato assegnato il premio Kurd Laßwitz alla carriera.

## Opere

### Romanzi
- 1961 – Das Gedankennetz, Goldmann Verlag; ed. italiana La psicorete, La Tribuna, 1972.
- 1961 – Der Orchideenkäfig, Goldmann Verlag
- 1962 – Die Glasfalle, Goldmann Verlag; ed. italiana Le bare di cristallo, La Tribuna, 1973.
- 1962 – Die Stahlwüste, Goldmann Verlag
- 1963 – Planet der Verlorenen, Goldmann Verlag, pubblicato con lo pseudonimo Sergius Both
- 1965 – Der Elfenbeinturm, Goldmann Verlag
- 1970 – Zone Null, Lichtenberg Verlag; ed.italiana Zona Zero, Nord, 1979
- 1976 – Ypsilon minus, Suhrkamp Verlag
- 1979 – Sirius Transit, Suhrkamp Verlag
- 1980 – Schule für Übermenschen, Suhrkamp Verlag
- 1982 – Tod eines Unsterblichen, Suhrkamp Verlag
- 1982 – Transpluto, Suhrkamp Verlag
- 1984 – Die Kälte des Weltraums, Suhrkamp Verlag
- 1985 – Endzeit, Suhrkamp Verlag
- 1988 – Hiobs Stern, Suhrkamp Verlag
- 1990 – Zentrum der Milchstraße, Suhrkamp Verlag
- 2004 – Sphinx_2, Deutscher Taschenbuch Verlag
- 2005 – Cyber City Süd, Deutscher Taschenbuch Verlag
- 2006 – Auf der Spur des Engels, Deutscher Taschenbuch Verlag
- 2007 – Flucht zum Mars, Deutscher Taschenbuch Verlag

### Raccolte di racconti
- 1960 – Der grüne Komet, Goldmann Verlag
- 1964 – Fahrt zum Licht, Sansyusya
- 1972 – Einsteins Erben, Insel Verlag
- 1977 – Zarathustra kehrt zurück, Suhrkamp Verlag
- 1978 – Ein Kyborg namens Joe, Verlag Neues Leben
- 1981 – Paradies 3000, Suhrkamp Verlag
- 1982 – Keine Spur von Leben..., Suhrkamp Verlag
- 1986 – Der Atem der Sonne, Suhrkamp Verlag
- 1990 – Spiegel der Gedanken, Suhrkamp Verlag

### Racconti tradotti in italiano
- 1964 – Lo specchio, Edizioni dell'Albero (Der Spiegel, Goldmann Verlag, 1960)
- 1964 – I bruchi, Edizioni dell'Albero (Die Raupen, Goldmann Verlag, 1960)
- 1964 – Preparato 261, Edizioni dell'Albero (Präparat 261, Goldmann Verlag, 1960)
- 1997 – Bassifondi, Mondadori (In den Slums, Seabury Press, 1970)

### Saggi
- 1958 – Magie der Moleküle, F.A. Brockhaus
- 1988 – Die Welt der Mathematik: Computergrafik zwischen Wissenschaft und Kunst, VDI, con Horst Helbig

## Premi e riconoscimenti
Premio Kurd Laßwitz
- 1984: vincitore del premio per il miglior racconto in lingua tedesca per Der Atem der Sonne
- 1985: vincitore del premio per il miglior romanzo in lingua tedesca per Die Kälte des Weltraums
- 1986: vincitore del premio per il miglior romanzo in lingua tedesca per Endzeit
- 2007: vincitore del premio per il miglior romanzo in lingua tedesca per Auf der Spur des Engels
- 2017: vincitore del premio Kurd Laßwitz alla carriera

Candidature
- 1981: candidatura per il miglior romanzo in lingua tedesca per Schule für Übermenschen
- 1982: candidatura per il miglior racconto in lingua tedesca per Schaukampf
- 1983: candidatura per il miglior romanzo in lingua tedesca per Transpluto
- 1983: candidatura per il miglior romanzo in lingua tedesca per Tod eines Unsterblichen
- 1985: candidatura per il miglior racconto in lingua tedesca per Garten Eden
- 1986: candidatura per il miglior racconto in lingua tedesca per Die Koralleninsel
- 1998: candidatura per il miglior racconto in lingua tedesca per Der blaue Elefant
- 2005: candidatura per il miglior romanzo in lingua tedesca per Sphinx_2